# Singapore Army

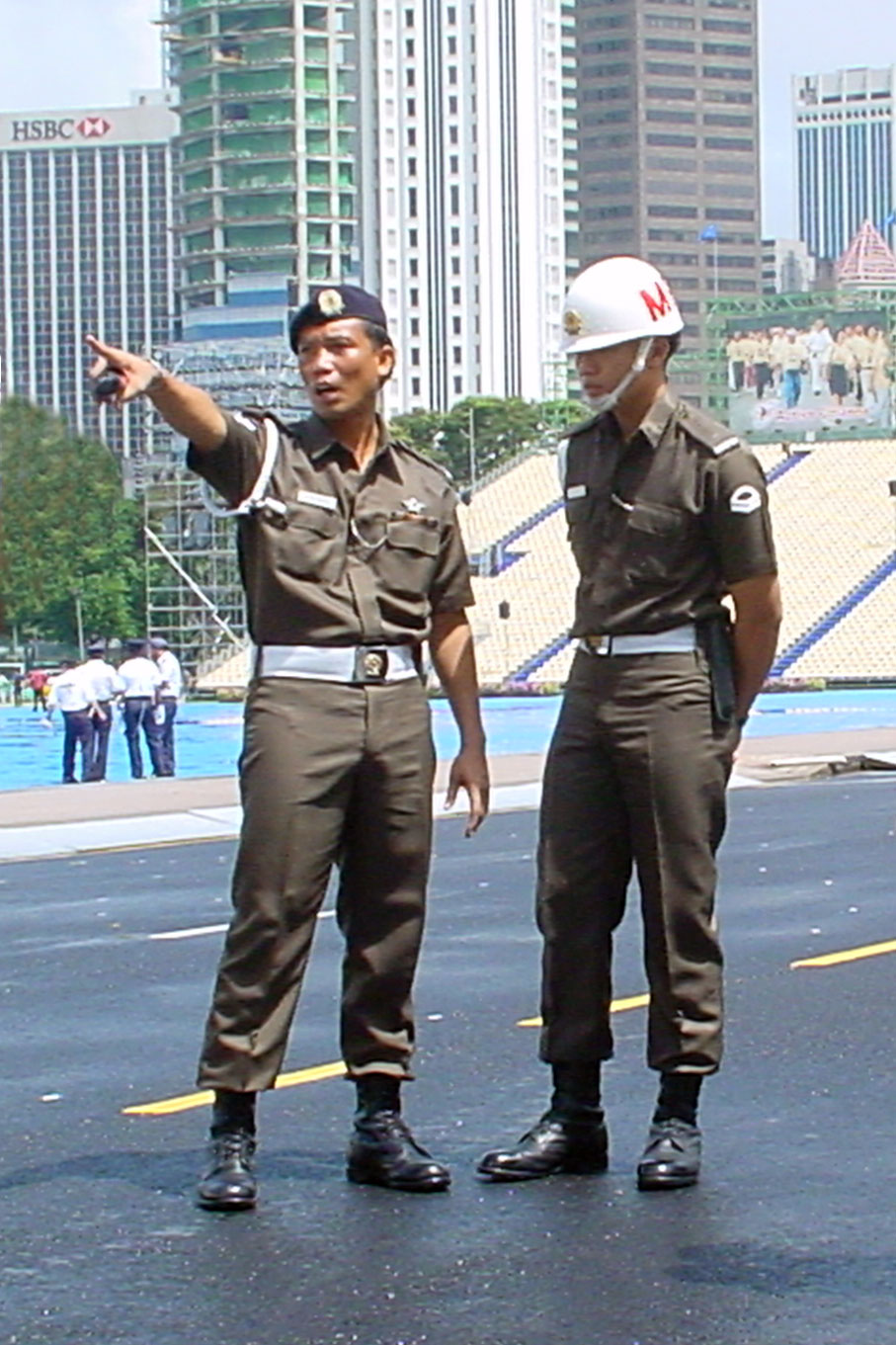
Die SAFPU bei Sicherheitsmaßnahmen in Singapur während der Parade zum Nationalfeiertag im Jahr 2000.

Die Singapore Army bildet die Heereskomponente der Singapore Armed Forces. Sie umfasst 50.000 Soldaten, von denen 35.000 Wehrpflichtige sind.

## Gliederung
Dem Heeresoberkommando unterstehen an aktiven Verbänden:
- 3rd Division
- 6th Division
- 9th Division
- 21st Division

Als Reserve stehen neben der 25th Division noch zwei Küstenverteidigungskommandos (mit zwölf Infanteriebrigaden) und neun selbständige Infanteriebrigaden zur Verfügung.
Auf Waffengattungen aufgeschlüsselt verfügt Singapur über folgende Bataillone als Reserve:
- 60 Infanteriebataillone
- 12 Artilleriebataillone
- 8 Aufklärungsbataillone
- 8 Pionierbataillone
- 1 Spezialeinsatzbataillon

## Ausrüstung

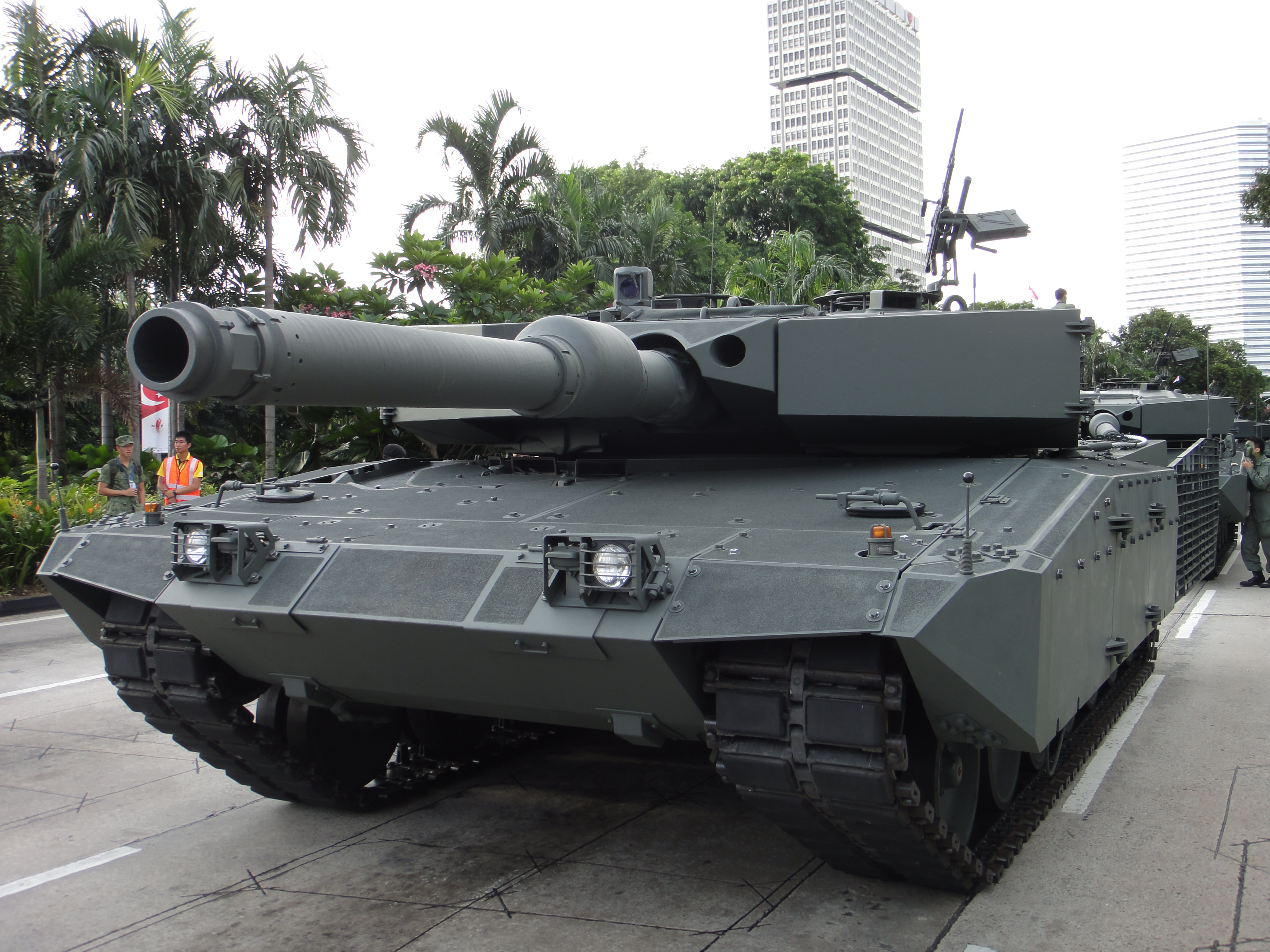
Leopard 2A4 der Singapore Army in der zusatzgepanzerten Variante

An Ausrüstung verfügte die Singapore Army im Jahr 2006 unter anderem über 80 bis 100 Centurion-Kampfpanzer, 350 AMX-13-SM1-Kampfpanzer, 22 AMX-10-PAC-90-Spähpanzer, 250 AMX-10P-Schützenpanzer, 250 IFV-40/-50-Mannschaftstransportpanzer, 750 M-113A1/A2-Mannschaftstransportpanzer, 250 LAV-150 "Commando"/V-200 "Commando"-Mannschaftstransportpanzer, 30 V-100 "Commando"-Mannschaftstransportpanzer, 18 SSPH-1 Primus-Panzerhaubitzen und 200 Carl Gustav-Panzerbüchsen.
Seit Mitte 2007 verfügt die Singapore Army auch über den Leopard-2-Kampfpanzer. Die gebrauchten (aktuell mehr als 196) Leopard 2A4 stammen aus Bundeswehrbeständen und ersetzen den AMX-13 im aktiven Dienst.